# Waiomys mamasae
Waiomys mamasae là một loài động vật gặm nhấm trong họ Muridae. Đây là loài duy nhất trong chi đơn loài Waiomys và là động vật đặc hữu của Sulawesi, Indonesia.